# Седен, Эрик
Эрик Седен (швед. Erik Sædén, полное имя Carl Erik Sædén; 1924—2009) — шведский оперный певец (бас-баритон), выступавший как на оперной, так и на концертной площадках.
В 1966 году был удостоен шведского звания Придворного певца, а также имеет звание Professors namn с 1986 года.

## Биография
Родился 3 сентября 1924 года в Венерсборге.
В 1943—1952 годах учился в Королевской высшей музыкальной школы в Стокгольме. Его учителями были: Арне Суннегард, Мартин Оман и Вильгельм Фройнд. Получил профессии кантора, органиста и учителя пения. Но ещё в 1944 году Седен присоединился к приходскому церковному хору Энгельбректа. По окончании Королевской высшей школы также учился в Риме в 1952 году и в зальцбургской консерватории Моцартеум в 1952—1955 годах (с перерывами).
Эрик Седен дебютировал в роли Гильгамеша на премьере одноимённой оперы Туре Рангстрёма в стокгольмской Королевской опере в 1952 году, где он проработал по 1981 год. На момент выхода на пенсию он участвовал в этом театре в 2084 выступлениях, сыграв 160 ролей.
Певец также выступал в качестве приглашенного гостя на других сценах, включая Байройт в Германии в 1958 году, где он сыграл Курвенала в «Тристане и Изольде», одного из дворян в «Лоэнгрине» и Вотана в «Золоте Рейна». Также выступал в Берлине, Гамбурге, Эдинбурге, Копенгагене, Лондоне (в Ковент-Гардене), Монреале, Москве , Мюнхене и Осло. Часто принимал участив в качестве певца в музыкальных концертах. Его певческая деятельность продолжалась и после выхода на пенсию. Последний раз он появлялся в церкви Sundbybergs kyrka 1 ноября 2009 года — за два дня до его смерти.
Эрик Седен выступал со многими известными исполнителями, в их числе с Эммой Веттер, Йораном Форсмарком, Ингваром Викселлом, Пером Грюнденом и другими известными певцами; с хором Sundbybergs Motettkör и Симфоническим оркестром Шведского радио с органистом Бенджамином Обергом. Его баритонный басовый голос отличался гибкостью, что во многом способствовало успешному исполнению как драматических, так и лирических партий его репертуара. Пение Седена отличалось тщательно натренированным, с совершенной техникой дыхания, голосом независимо от того, на каком языке он пел.
Помимо певческой карьеры, также занимался педагогической деятельностью. Был кантором церкви Oscarskyrkan в Стокгольме с 1957 по 1962 год и преподавателем Королевской музыкальной академии с 1972 по 1982 год.
Эрик Седен был женат с 1948 года на оперной актрисе Элизабет Седен (сопрано), у них было трое детей.
Умер 3 ноября 2009 года в Энебиберге.
В 1965 году он стал членом Королевской музыкальной академии (№ 722), в 1975 году был удостоен медали Litteris et Artibus и в 1994 году — медали Medaljen för tonkonstens främjande (№ 125).